# Filament (妖精帝國の曲)
「filament」（フィラメント）は、妖精帝國の15作目のシングル。2012年2月8日にLantisから発売された。
表題作「filament」はUHFアニメ『未来日記』の後期エンディングテーマに使用された。初回限定版と通常版の2種類が発売され、初回限定盤にはPVを収録したDVDが同梱されている。

## 収録曲
全曲 作詞：YUI、作曲・編曲：橘尭葉
1. filament [4:18] 
UHFアニメ『未来日記』後期エンディングテーマ
2. 絶望plantation [3:40]
3. filament (instrumental)
4. 絶望plantation (instrumental)